# Lavagna
Lavagna je menší italské město v regionu Ligurie, v provincii Janov. Leží v severozápadní části Itálie, v Janovském zálivu, na pobřeží Ligurského moře. Je součástí Italské riviéry, respektive její východní části Riviery di Levante. Přístav jachet ve městě s 1600 kotvišti je největší svého druhu v Itálii. Lavagna značí břidlice, město bylo dříve známé zpracováním břidlice.
Město má rozlohu 14 km2 a žije zde okolo 12 500 obyvatel.

## Historie
Obec se začala rozvíjet již v dobách Římské říše, původně se nazývala Lavania. Od konce 12. století byla ve správě rodiny Fieschiů, časté byly spory s Janovskou republikou. Na konci 16. století byla Lavagna napadena a poškozena saracénskými piráty. V roce 1815 se obec stala součástí Sardinského království a od roku 1861 Italského království. Podle královského výnosu z roku 1889 byla Lavagna povýšena z obce na město.

## Město a památky
Centrum města se nachází severně od nádraží, v okolí ulice Via Roma. Na Corso Risorgimento se konají městské trhy. Oblíbeným místem je promenáda na pobřeží Lungomare Labonia.
- Kostel Santo Stefano, klasicistní stavba z let 1650–68
- Kostel Nostra Signora del Carmine, poutní kostel z první pol. 17. století, fasáda je z 19. století, fresky z let 1890–1900
- Kostel Nostra Signora del Ponte, z roku 1492, se 40 m vysokou zvonicí
- Palác Palazzo Franzoni, stavba z roku 1696, nyní radnice
- Věž Torre del Borgo, středověká věž

### Fotogalerie

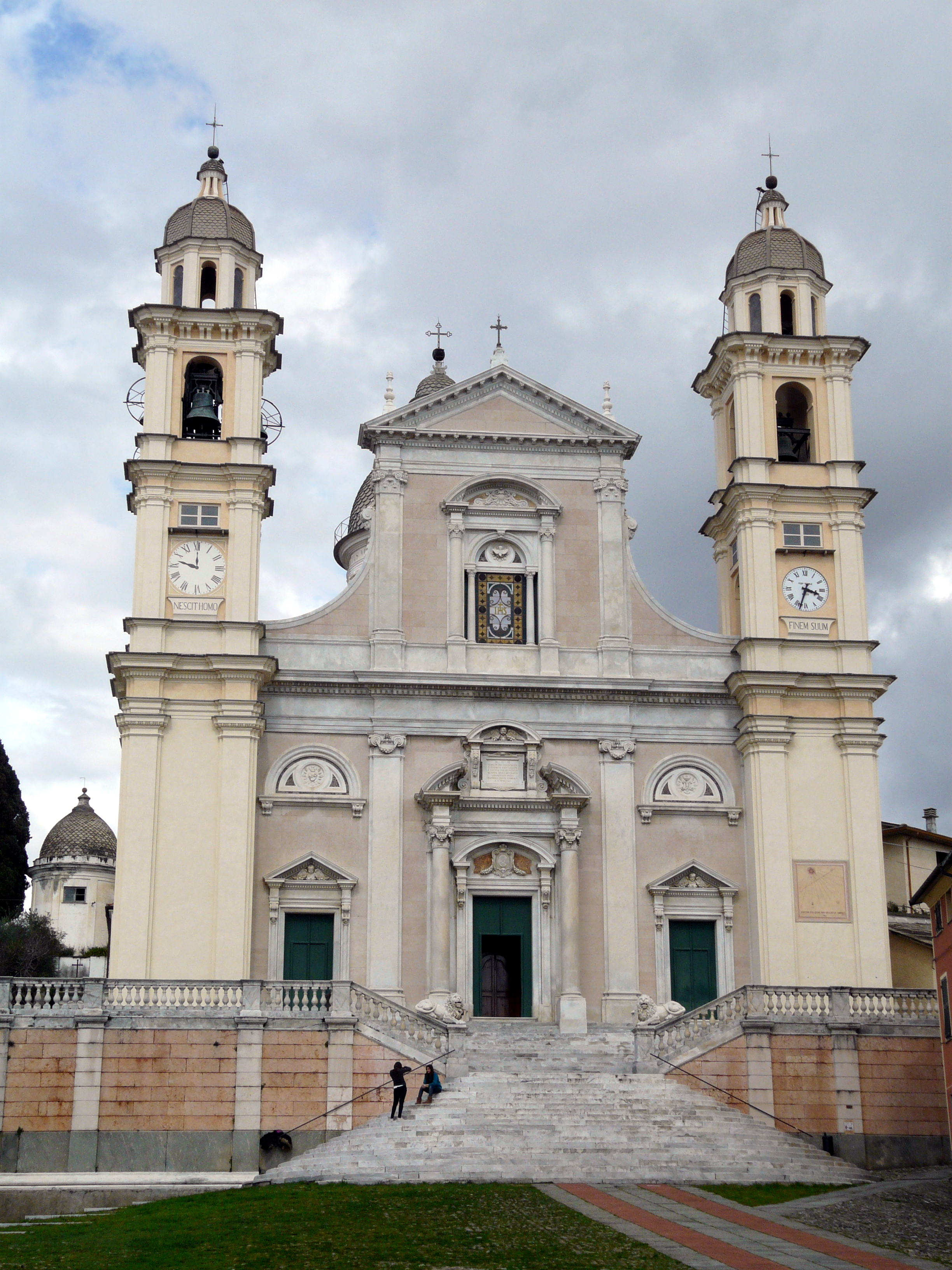
Kostel Santo Stefano
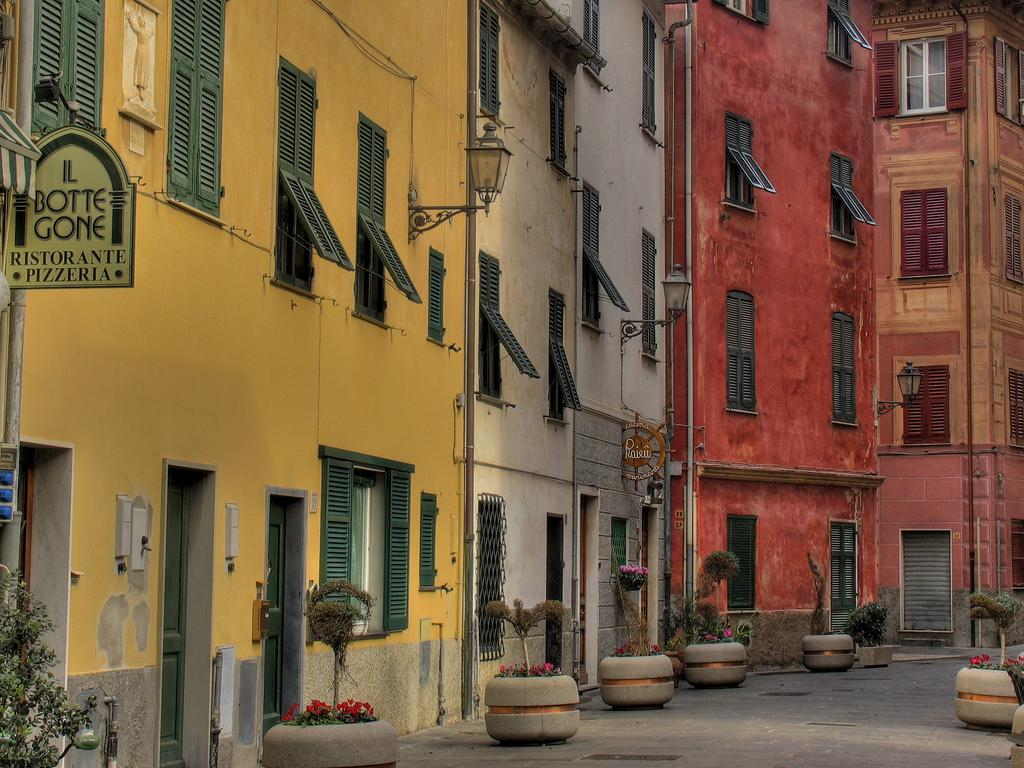
Centrum města
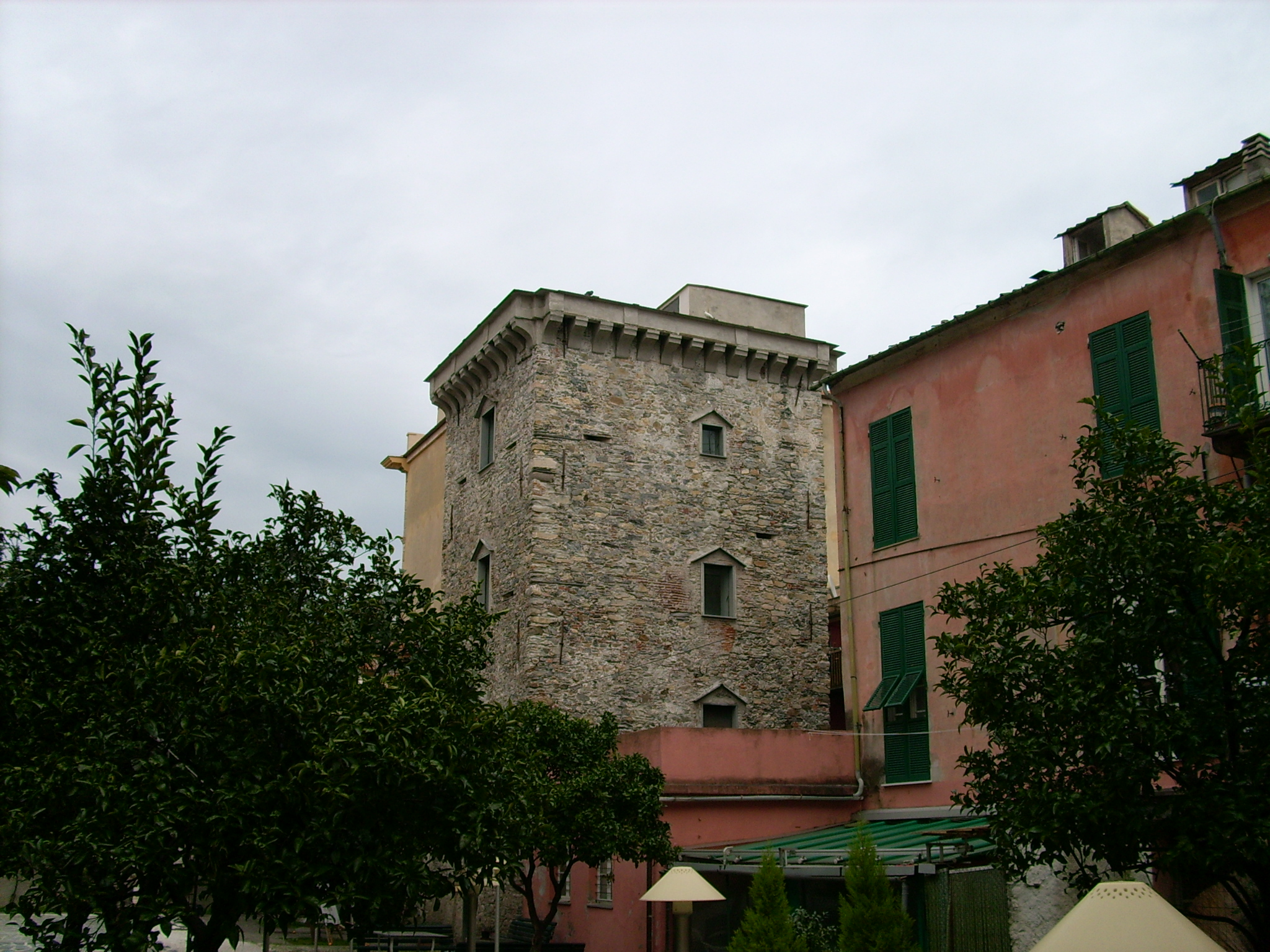
Věž Torre del Borgo
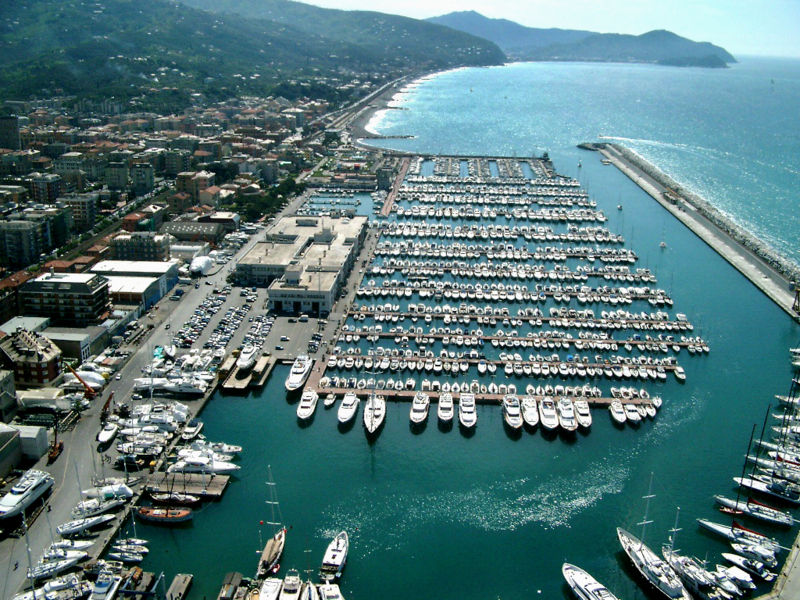
Přístav